# Eric Pilcher
E. C. Pilcher (1983, data de morte desconhecida) foi um ciclista britânico. Defendeu as cores do Reino Unido em duas provas nos Jogos Olímpicos de 1924, realizadas em Paris.